# Tuoba sydneyensis
Tuoba sydneyensis är en mångfotingart som först beskrevs av Pocock R.I. 1891.  Tuoba sydneyensis ingår i släktet Tuoba och familjen storjordkrypare. Inga underarter finns listade i Catalogue of Life.